# 二色小檗
二色小檗（学名：Berberis bicolor）为小檗科小檗属的植物，是中国的特有植物。分布在中国大陆的贵州等地，生长于海拔1,400米至1,500米的地区，见于沟边林下、密林中及山坡阴处，目前尚未由人工引种栽培。
种名 bicolor 意为“二色的”。